# Biblioteca de la Fundación Stavros Niarchos
La Biblioteca de la Fundación Stavros Niarchos (SNFL), anteriormente conocida como Biblioteca Mid-Manhattan, es una sucursal de la Biblioteca Pública de Nueva York (NYPL) en la esquina sureste de la Calle 40 y la Quinta Avenida en Midtown Manhattan en Nueva York (Estados Unidos). Está en diagonal frente a la rama principal de la NYPL y Bryant Park, que se encuentran al noroeste. La SNFL puede albergar 400 000 volúmenes en un sótano y siete pisos sobre el suelo. Su diseño incluye 1022 m²  para eventos y 1500 asientos para usuarios de la biblioteca.
Abrió en 1970 para albergar la colección circulante que estaba en la sucursal principal de la NYPL. La sucursal se trasladó a su edificio actual, una antigua tienda por departamentos Arnold Constable & Company, en 1981. Tras un intento fallido de cerrar la SNFL en los años 2010, la NYPL anunció una renovación importante en 2014. Entre 2017 y 2020 se cerró por renovaciones financiadas por la Fundación Stavros Niarchos, y fue rebautizada con él nombre de la fundación.

## Descripción
La Biblioteca de la Fundación Stavros Niarchos (SNFL) es una biblioteca circulante del sistema de Bibliotecas Públicas de Nueva York (NYPL). Está ubicado en el antiguo edificio de los grandes almacenes Arnold Constable & Company en 455 Fifth Avenue, en la esquina sureste de Quinta Avenida y la calle 40, en Midtown Manhattan. El sitio del edificio fue adquirido por Arnold Constable en 1914, y los grandes almacenes habían abierto en noviembre de 1915. T. Joseph Bartley había diseñado los grandes almacenes.
Diagonal al edificio hacia el noroeste se encuentran la Sede de la Biblioteca Pública de Nueva York y Bryant Park. La torre 452 Fifth Avenue está al otro lado de la Quinta Avenida hacia el oeste, mientras que el 461 Fifth Avenue está al otro lado de la calle 40 hacia el norte. El 10 East 40th Street, donde se encontraba parte de la SNFL en los años 1970, está inmediatamente adyacente al este.

### Fachada

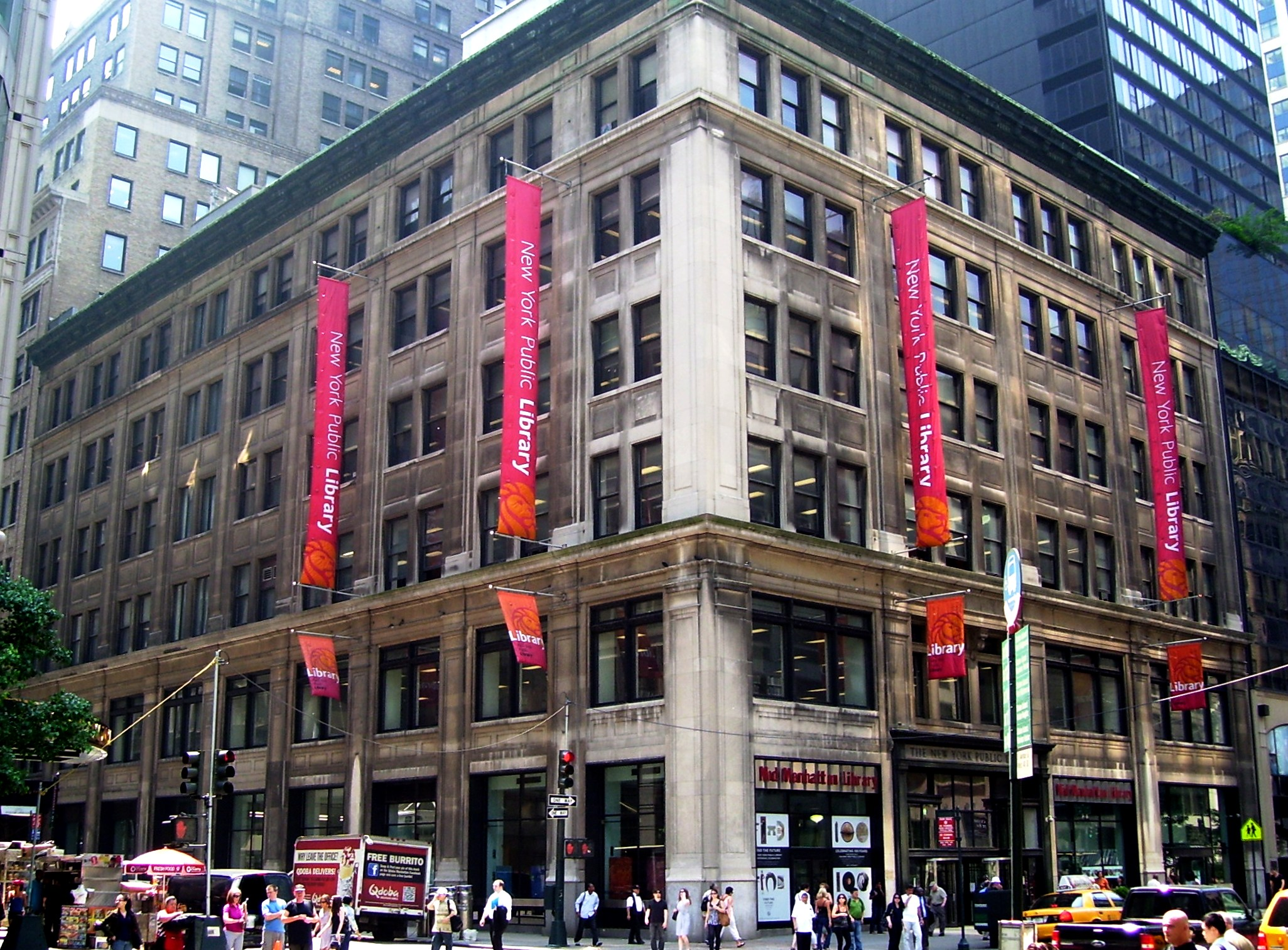
La biblioteca de Mid-Manhattan antes de su renovación de 2020

Tal como se diseñó, el edificio tenía originalmente seis pisos de altura con una fachada de 25 m en la Quinta Avenida y 53 m en la calle 40. La tienda Constable tenía un anexo de un piso que se extendía una cuadra al sur hasta la calle 39. La fachada está hecha de piedra caliza blanca lisa sobre una base de granito. Originalmente, cuatro entradas conducían al edificio: una principal desde la Quinta Avenida, dos para carruajes desde las calles 40 y 39, y una más pequeña desde el anexo de la calle 39. Hay cornisas sobre el segundo, quinto y sexto pisos. Una renovación de 1980 reemplazó las ventanas de exhibición originales en el primer piso con ventanas de altura completa.
Cuando la tienda de Arnold Constable estaba en funcionamiento, la azotea tenía un ático de ladrillo con una sala de recreo y una cafetería para empleados. Un alto parapeto rodeaba la azotea. En la azotea del SNFL hay una terraza con un espacio para eventos debajo de un recinto de "sombrero de mago" pintado de verde cobre. El ático de "sombrero de mago", que incluye el séptimo piso, fue diseñado para ocultar el equipo mecánico allí. También hay un "jardín secreto" con vistas a Bryant Park.

### Interior

#### Usos anteriores
Cuando el edificio abrió como una tienda Arnold Constable, el primer piso tenía pisos de nogal circasiano marrón y se usó como área de exhibición para la tienda. En el primer piso también había una pequeña habitación cuadrada con paredes blancas. El segundo piso tenía molduras de caoba, mientras que el tercero tenía molduras de roble liso. El cuarto piso y parte del quinto tenían oficinas ejecutivas, mientras que el resto del quinto y todo el sexto se usaban para ventas al por mayor. Tres escaleras exteriores proporcionaron una salida de emergencia. También había cuatro ascensores en el lado sur. Se utilizó iluminación indirecta en todo el edificio, así como sistemas de vapor y calefacción indirecta, que en ese entonces eran nuevas tecnologías.
Cuando se inauguró la SNFL en 1970, tenía 9290 m²  de superficie y podría albergar 350 000 volúmenes, con planes de ampliar a 700 000. Se proporcionaron al menos dos copias de casi todos los libros de no ficción. La sucursal también contenía 10 000 microdocumentos y 36 000 libros no circulantes. Tras la renovación de 1980, recibió muebles codificados por colores. La sección de historia y ciencias sociales tenía una decoración azul; la de ciencia y negocios, en rojo; y la de artes y literatura, amarilla y naranja. En el primer piso había un centro de trabajo y también una biblioteca jurídica, 850 suscripciones a revistas científicas y carretes de microfilmes. Quedó una escalera mecánica de cuando el edificio se utilizó como tienda por departamentos.

#### Biblioteca de la Fundación Stavros Niarchos
La biblioteca renovada de la Fundación Stavros Niarchos tiene espacio para 400 000 volúmenes, así como 1022 m²  para eventos y 1500 asientos para usuarios de la biblioteca. La renovación implicó agregar 1858 m²  a la antigua biblioteca de Mid-Manhattan. En la planta baja, se agregaron puertas giratorias y ventanas más grandes como un recordatorio de la antigua tienda por departamentos. Un pasillo conduce desde la entrada principal en la Quinta Avenida y está cubierto por un toldo con vigas de madera. Una gran escalera desde la planta baja conduce al sótano, que incluye un espacio para niños y adolescentes. El espacio del sótano tiene una cinta transportadora para dejar libros, así como una sala pública y un estudio de grabación para adolescentes. El espacio del sótano también tiene murales diseñados por la artista de Brooklyn Melinda Beck.
La biblioteca reconstruida contiene un área de circulación de tres pisos llamada Long Room en el segundo al cuarto piso, cada uno de los cuales tiene un área de 25,9 por 5,2 m abriendo cerca de su extremo oriental. Esto permite a los clientes ver las pilas en los lados este de estos pisos desde la planta baja. El espacio contiene áreas de lectura, conectadas a las pilas por puentes en el segundo y tercer pisos. Las áreas de lectura tienen escritorios y bancos de madera que miden hasta 20 m de largo. Las áreas de estudio y las estanterías de madera se organizan alrededor de las columnas originales, que se conservaron. También hay salas de estudio para grupos en cada piso. El techo de la Long Room, diseñado por el artista turco Hayal Pozanti, contiene un alfabeto de 31 glifos. Estos corresponden tanto a caracteres del alfabeto como a dígitos numéricos.
El quinto piso contiene el Centro de negocios Thomas Yoseloff. La biblioteca de negocios en ese piso fue transferida de la colección de la antigua Biblioteca de Ciencia, Industria y Negocios. El sexto piso se convirtió en un centro de educación para adultos, el Centro de Aprendizaje Pasculano. En el séptimo piso hay un centro de conferencias de 268 asientos con techo de listones de madera. También hay una cafetería interior, así como salas de eventos separadas por mamparas de vidrio.

## Historia
La colección circulante de la NYPL estuvo alojada durante mucho tiempo en la sucursal principal. La NYPL había propuesto trasladar la colección circulante a una nueva sucursal en la calle 53 (más tarde la Biblioteca Donnell) ya en 1944. Si bien la biblioteca circulante se mantuvo en la sucursal principal, pronto su única sala no pudo albergar todos los volúmenes circulantes. La biblioteca pidió a la ciudad que asumiera la responsabilidad de las colecciones circulantes y para niños en la sucursal principal en 1949.

### Establecimiento

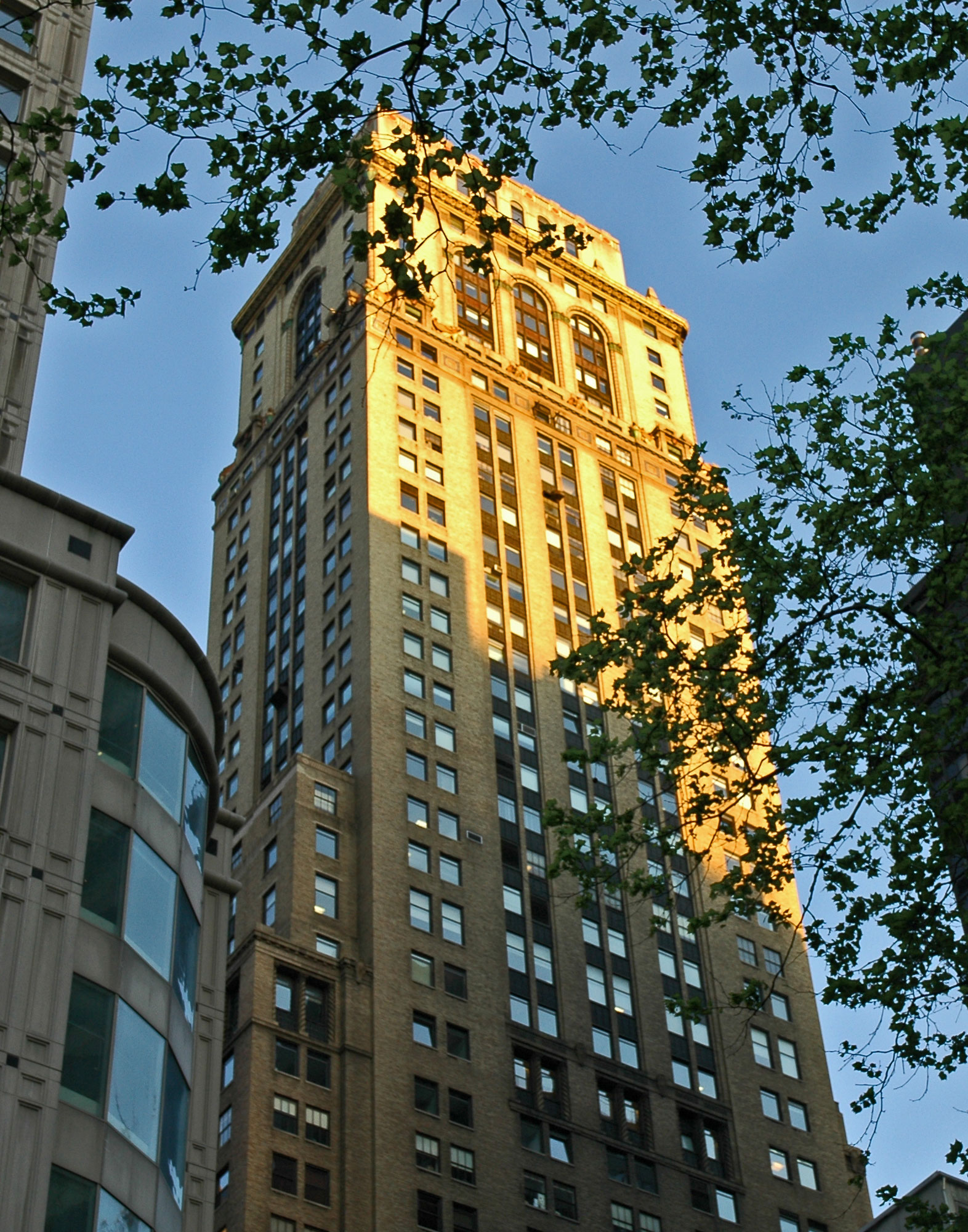
El 10 East 40th Street, donde la biblioteca de Mid-Manhattan tuvo espacio desde 1970 hasta 1982

La NYPL compró el edificio Arnold Constable como inversión en 1961. Ese año, la Biblioteca Pública de Nueva York convocó a un grupo de seis bibliotecarios para determinar qué tipos de medios tendría la biblioteca en circulación. Los bibliotecarios decidieron en 1962 que la nueva sucursal debería estar cerca de la sucursal principal. Arnold Constable dejó de alquilar los pisos cuarto al sexto a otros inquilinos en 1964, poniéndolos a disposición de la NYPL. La NYPL planeó crear una colección de 500 000 volúmenes en los tres pisos superiores, dirigida principalmente a estudiantes universitarios, que estaban abrumando la capacidad de las instalaciones de investigación de Main Branch. Sin embargo, la biblioteca circulante no podía abrir hasta que la NYPL hubiera recaudado 2,5 millones de dólares para renovación y 1275 millones para ocumentos. A fines de los años 1960, la sucursal principal se había abarrotado y no podía acomodar a más clientes, y la su biblioteca para niños había cerrado debido a la falta de espacio.
Bloch & Hesse inició una renovación del cuarto al sexto piso del edificio Arnold Constable en 1968, y se completó a finales de 1970. La nueva sucursal circulante, la Biblioteca Mid-Manhattan, abrió en el cuarto al sexto piso del edificio en octubre de 1970. La colección circulante de Main Branch y la biblioteca para niños se trasladaron a la Mid-Manhattan. Esta también tomó espacio en la vecina 10 East 40th Street. Los edificios tenían vestíbulos separados, pero los pisos superiores estaban conectados, y los ascensores del edificio Arnold Constable estaban programados para que los usuarios de la biblioteca solo pudieran acceder al cuarto piso y luego tomar las escaleras mecánicas a los pisos quinto y sexto. La sucursal fue la número 80 en abrir en el sistema NYPL y abrió durante un período en el que la NYPL enfrentaba graves déficits fiscales. Como resultado, el servicio de referencia telefónica en la sucursal se redujo en 1974.

### Expansión
Arnold Constable anunció en febrero de 1975 que cerraría su ubicación a fines de ese mes de marzo. Luego, la NYPL anunció su intención de ocupar el resto del edificio Arnold Constable, mudarse por completo del 10 East 40th Street y cerrar las conexiones entre los dos edificios. La Fundación Vincent Astor proporcionó un obsequio para cubrir los costos de renovación. En 1978, la Autoridad de Dormitorios del Estado de Nueva York vendió 8 millones de dólares en bonos para financiar mejoras a la sucursal de Mid-Manhattan. Más fondos permitieron a la Biblioteca Mid-Manhattan extender el horario de funcionamiento de su colección circulante en 1981.
Durante 1980, Giorgio Cavaglieri rediseñó el vestíbulo, que mientras tanto operaba dentro de 10 East 40th Street. La biblioteca de Mid-Manhattan comenzó a trasladarse al edificio de Arnold Constable entre 1981 y 1982, inaugurado oficialmente en febrero de 1982. Dos meses después de la inauguración oficial, el 2.5 La colección de imágenes de un millón de elementos se trasladó a la biblioteca de Mid-Manhattan. En 1983, la NYPL también había firmado un contrato con el Museo Metropolitano de Arte para operar una tienda de regalos y una librería en la Biblioteca Mid-Manhattan. Arthur Rosenblatt diseñó la librería. Richard Spaulding encargó un vitral sobre la entrada principal de la sucursal en 1986, que se financió con dinero privado. En ese momento, la biblioteca tenía más de 8000 visitantes al día.
Con la apertura de la Biblioteca de Ciencia, Industria y Negocios (SIBL) en el cercano B. Altman and Company Building en 1996, se trasladaron unos 40 000 volúmenes a la nueva sucursal. Ruth Messinger, la presidenta del distrito de Manhattan, propuso 1,63 millones de dólares en fondos para la renovación de la biblioteca de Mid-Manhattan el año siguiente. Tres empresas propusieron diseños para la renovación de la biblioteca en 2000. Se planeó que la renovación incluyera 2300 m²  de espacio comercial y estanterías ampliadas que podrían acomodar hasta un millón de artículos. Hardy Holzman Pfeiffer Associates propuso reemplazar el edificio existente con una torre de vidrio retorcido, mientras que Smith Miller + Hawkinson propuso pisos adicionales apoyados en una armadura diagonal sobre el edificio existente. La propuesta ganadora, de Gwathmey Siegel & Associates Architects, incluyó una torre de vidrio serpenteante que se habría elevado por encima de la Biblioteca Mid-Manhattan. Esta renovación nunca se llevó a cabo, ya que la NYPL enfrentó recortes presupuestarios a raíz de los ataques del 11 de septiembre en el Bajo Manhattan. Al año siguiente, el treinta por ciento de los estantes de la sucursal de Mid-Manhattan estaban vacíos debido a los déficits presupuestarios de la NYPL.

### Renovación delsigloXXI

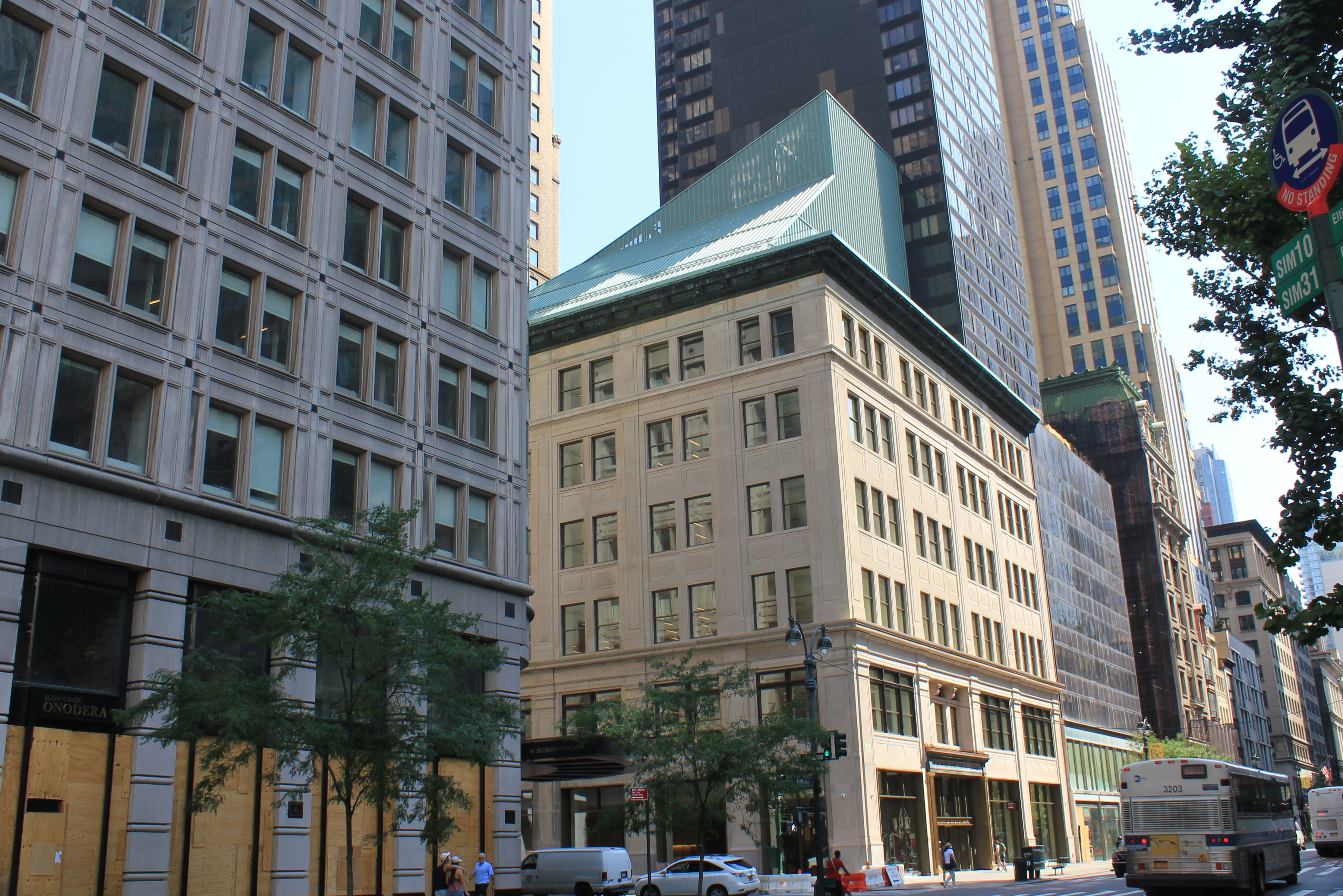
Mirando hacia el sur a la biblioteca desde cerca de la Quinta Avenida y la calle 41

En 2008, la NYPL anticipó que vendería las sucursales de Mid-Manhattan y Donnell para pagar la renovación de la sucursal principal. Esto llevó al anuncio de un Plan de Biblioteca Central, en el que la Biblioteca de Mid-Manhattan cercana y SIBL se cerrarían, y la Rama Principal se convertiría en una biblioteca circulante. Más de un millón de libros se habrían almacenado en un almacén de Nueva Jersey. A pesar del plan, que tuvo lugar durante la crisis financiera de 2008, la NYPL extendió el horario en la Biblioteca Mid-Manhattan en 2009. Los usuarios de la biblioteca criticaron duramente el Plan de la Biblioteca Central. Luego de una prolongada batalla y dos juicios de interés público, este fue abandonado en mayo de 2014 debido a la presión de sus opositores y la elección de Bill de Blasio como alcalde.
Después del abandono del Plan de la Biblioteca Central, los fideicomisarios anunciaron un nuevo plan en junio de 2014, que preveía la renovación de las estanterías de la Rama Principal y la rehabilitación de la Biblioteca de Mid-Manhattan. La firma holandesa Mecanoo fue seleccionada para la renovación, y el consejo de administración de la NYPL aprobó los planes en noviembre de 2016. En ese momento, la sucursal recibió 1.7 millones de visitas al año. Para entonces, el presidente de la NYPL, Anthony Marx, había comenzado a describir la biblioteca envejecida como una "vergüenza" para la red de la NYPL. En agosto de 2017, la biblioteca de Mid-Manhattan se cerró por 200 millones de dólares para una renovación, y se abrió una biblioteca circulante provisional en la sucursal principal en la calle 42. La colección de imágenes de la Biblioteca Mid-Manhattan también se trasladó temporalmente a la sucursal principal. El SIBL se cerrará después de que se complete la renovación de la Biblioteca Mid-Manhattan. La renovación estaba destinada a cumplir con las certificaciones de Liderazgo en Energía y Diseño Ambiental.

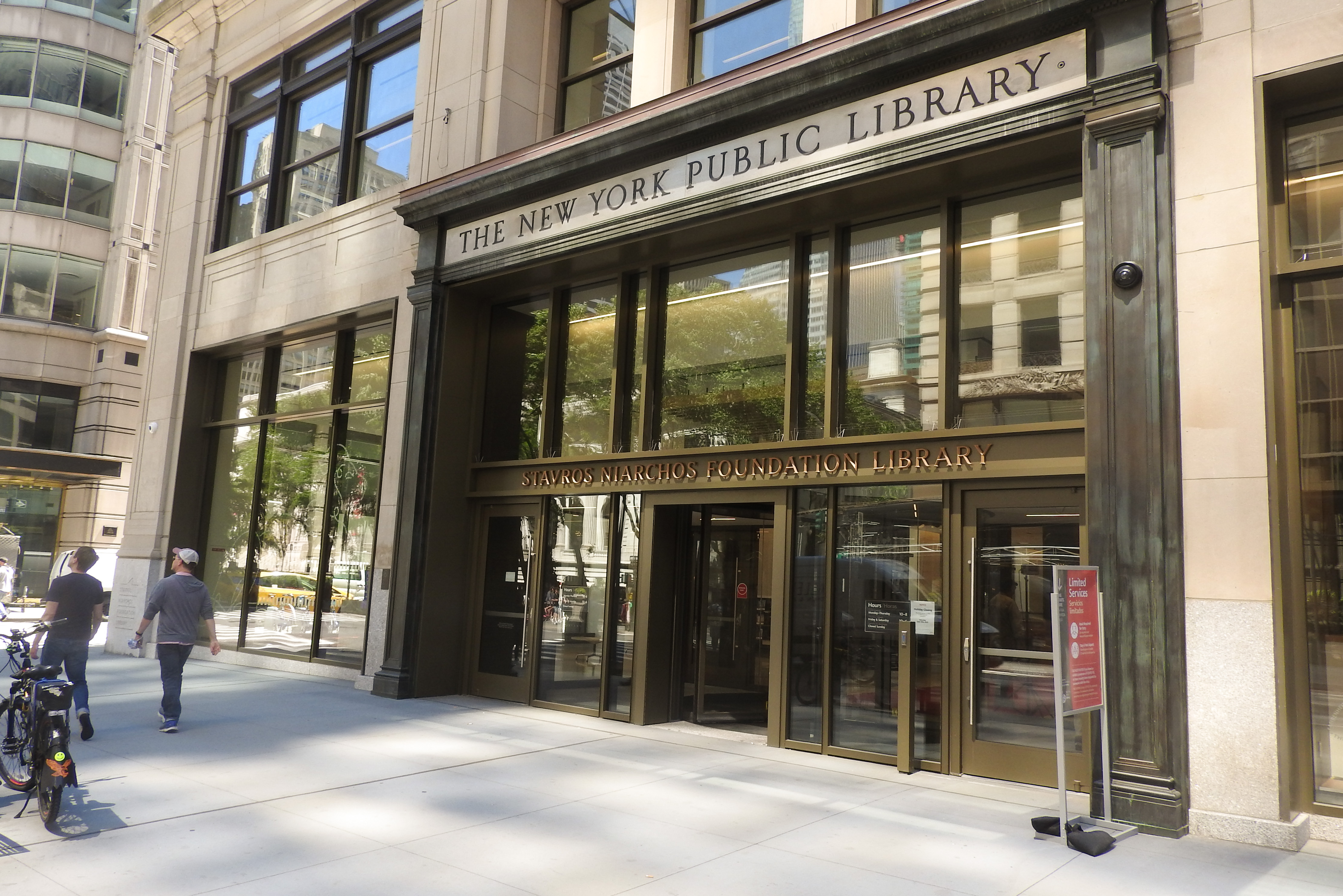
Abierto en 2021

La Fundación Stavros Niarchos donó $ 55 millones a la renovación de la sucursal en septiembre de 2017, poco después del cierre de la sucursal. La NYPL anunció que la Biblioteca Mid-Manhattan sería renombrada después de la fundación, pasando a ser conocida como SNFL. Según un comunicado de prensa de la NYPL, la donación fue la segunda más grande en la historia de la NYPL, detrás de la donación de 100  millones  de dólares de Stephen A. Schwarzman en 2008 para la renovación de la sucursal principal. El resto de la renovación se pagaría con fondos de la ciudad. Originalmente, la SNFL estaba programada para reabrir en enero de 2020, luego en mayo de 2020. Sin embargo, todo el sistema NYPL se cerró en marzo de 2020 durante la pandemia de COVID-19 en la ciudad de Nueva York. Posteriormente, la NYPL anunció que la Biblioteca de la Fundación Stavros Niarchos reabriría en julio de 2020 solo para recoger y dejar libros.
El primer piso de la sucursal se abrió para el servicio de recogida y entrega el 13 de julio de 2020, y se prevé una apertura más grande más adelante ese año. La biblioteca del sexto piso pasó a llamarse Pasculano Learning Center en marzo de 2021 después de que Richard y Lynne Pasculano donaran 15 millones de dólares a la NYPL. El SNFL abrió oficialmente para servicio completo el 1 de junio de 2021; el Centro de Aprendizaje Pasculano permaneció cerrado hasta ese septiembre, y había límites estrictos de capacidad para el pabellón de la azotea. Justin Davidson escribió para Curbed que "los libros tienen un hogar a la vista y al alcance" en el SNFL, en contraste con las estanterías de la rama principal. Según James S. Russell de The New York Times, la biblioteca renovada "deleita a los obsesivos con los libros, pero también ofrece filas de computadoras sobre mesas largas y una variedad vertiginosa de" servicios.